# Il mistero di Agnes Cecilia
Il mistero di Agnes Cecilia è un romanzo sulla ragazzina orfana Nora, che vuole cercare il passato della sua famiglia. Il romanzo è stato scritto dalla svedese Maria Gripe nel 1981 e pubblicato da Piemme.

## Trama
Eleonora Hed, chiamata Nora, è orfana. I suoi genitori sono morti in un incidente d'auto quando lei era una bambina di 5 anni. Nora è stata presa in custodia dagli zii Anders e Karin. Anders è un insegnante e sua moglie Karin è bibliotecaria. In seguito al trasloco in una casa vecchia, Nora trova una foto delle due donne, Agnes e Hedvig, con la bambina Cecilia. Agnes e Hedvig, le donne della foto, erano due sorelle e la bambina Cecilia era la figlia di Agnes. Agnes era incinta di un medico. Il medico non avrebbe mai sposato Agnes. La bambina è nata nel 1906 e si chiamava, Cecilia di Agnes, per chiarire che Cecilia non era la figlia di Hedvig, che era signorina. Agnes, la madre di Cecilia, era una ragazza madre di una bambina non voluta. Nel 1910 Agnes conosce un commerciante che vuole sposarla. Agnes affida alla sorella Hedvig la propria bambina. Cecilia diventa una bambina abbandonata in orfanotrofio. Il marito di Agnes ed Agnes hanno un'altra bambina, Vera. La seconda bambina di Agnes è la nonna materna di Nora.
Cecilia rimane incinta ed il padre è il maestro di danza. Cecilia muore subito dopo il parto. Il bambino Martin viene dato in adozione. Dopo tanti anni Martin mette incinta a Carita Eng senza sposarla. Carita è una ragazza di origine italiana, orfana e molto più giovane di Martin. La figlia avuta da Martin, viene chiamata come la nonna e la bisnonna, Agnes Cecilia. Agnes Cecilia Eng si fa chiamare più spesso Tetti. Agnes Cecilia Eng è la nipote di Cecilia.

## Personaggi
Protagonisti
- Nora
- Agnes Cecilia/Tetti